# Брон (Кот-д’Армор)
Брон (фр. Broons, брет. Bronn, галло Bron) — коммуна во Франции, находится в регионе Бретань, департамент Кот-д’Армор, округ Динан, центр кантона Брон.
Население (2019) — 2 902 человека.

## География
Коммуна расположена приблизительно в 350 км к западу от Парижа, в 50 км северо-западнее Ренна, в 45 км к юго-востоку от Сен-Бриё. Через территорию коммуны проходит национальная автомагистраль N12. В 2 км от центра коммуны находится железнодорожная станция Брон линии Париж-Брест. Западная граница коммуны проходит по реке Розет (фр. Rosette).

## История
В Средние Века Брон был преуспевающим торговым городом, принадлежащим семейству де Брон. В 1159 году два брата-близнеца, Робер и Амон де Брон, поспорили о том, кому принадлежит родовой замок Мотт-Брон; каждый из них заявлял, что был старшим и замок должен принадлежать ему. Спор разрешил герцог Конан IV, разделив территорию Брона на две равные части и построив для второго брата полностью идентичный замок Брон-Нёф (новый).
В 1248 году сеньор Гийом де Брон участвовал в Седьмом крестовом походе, в котором он отличился, закрыв своим телом короля Людовика IX Святого в битве при Мансуре в 1250 году. Названия местных рек (Розет и ее приток Дамьет) напоминают об этих событиях, так как это названия притоков Нила.
В 1251 году сеньор Понторсона Робер дю Геклен стал владельцем Брона, женившись на его наследнице. Их внуком был знаменитый военачальник периода Столетней войны Бертран дю Геклен. В 1840 в его честь была установлена колонна, в 1977 году взорванная бретонскими националистами, считающими его предателем национальных интересов Бретани, затем восстановлена.
Замок Мотт-Брон имел важное стратегическое значение во время войны за бретонское наследство и Столетней войны. В период Религиозных войн был занят армией герцога де Меркёра, а после войны, в 1616 году, был снесен по приказу вдовы Генриха IV Марии Медичи.
В восстании гербовой бумаги и движении шуанов Брон не участвовал, что позволило его населению избежать репрессий.

## Достопримечательности
- Церковь Святого Петра 1895 года, построенная на месте средневековой церкви
- Особняки XV-XVIII веков

## Экономика
Структура занятости населения:
- сельское хозяйство — 6,0 %
- промышленность — 22,4 %
- строительство — 1,3 %
- торговля, транспорт и сфера услуг — 36,4 %
- государственные и муниципальные службы — 33,8 %

Уровень безработицы (2018) — 8,3 % (Франция в целом —  13,4 %, департамент Кот-д’Армор — 11,5 %). 

Среднегодовой доход на 1 человека, евро (2018) — 21 080 (Франция в целом — 21 730, департамент Кот-д’Армор — 21 230).
В 2007 году среди 1521 человека в трудоспособном возрасте (15—64 лет) 1093 были экономически активными, 428 — неактивными (показатель активности — 71,9 %, в 1999 году было 67,3 %). Из 1093 активных работали 1021 человек (535 мужчин и 486 женщин), безработных было 72 (31 мужчина и 41 женщина). Среди 428 неактивных 101 человек были учениками или студентами, 177 — пенсионерами, 150 были неактивными по другим причинам.

## Демография
Динамика численности населения, чел.

## Администрация
Пост мэра Брона с 2016 года занимает Дени Логиттон (Denis Laguitton). На муниципальных выборах 2020 года возглавляемый им список был единственным.
| Период | Период | Фамилия       | Партия                                                       | Примечания                                       |
| ------ | ------ | ------------- | ------------------------------------------------------------ | ------------------------------------------------ |
| 1944   | 1959   | Шарль Санган  |                                                              |                                                  |
| 1959   | 1964   | Альбер Жирар  |                                                              | член Генерального совета департамента            |
| 1964   | 1989   | Жан Лаббе     | Народно-республиканское движение                             | ветеринар, член Генерального совета департамента |
| 1989   | 2001   | Луи Дениэль   |                                                              | администратор банка Crédit Mutuel                |
| 2001   | 2008   | Мишель Ламарш | Объединение в поддержку Республики Союз за народное движение | врач, член Генерального совета департамента      |
| 2008   | 2016   | Серж Руксель  | Разные правые                                                | бухгалтер-эксперт                                |
| 2016   |        | Дени Логиттон | Разные правые                                                | предприниматель в области сельского хозяйства    |

## Города-побратимы
- Нойфарн (Германия, с 1971)[3]

## Знаменитые уроженцы и жители
- Бертран дю Геклен (1320—1380) — коннетабль Франции во время Столетней войны
- Жозеф Бартелеми (1867—1951) – французский военный деятель, дивизионный генерал.

## Галерея

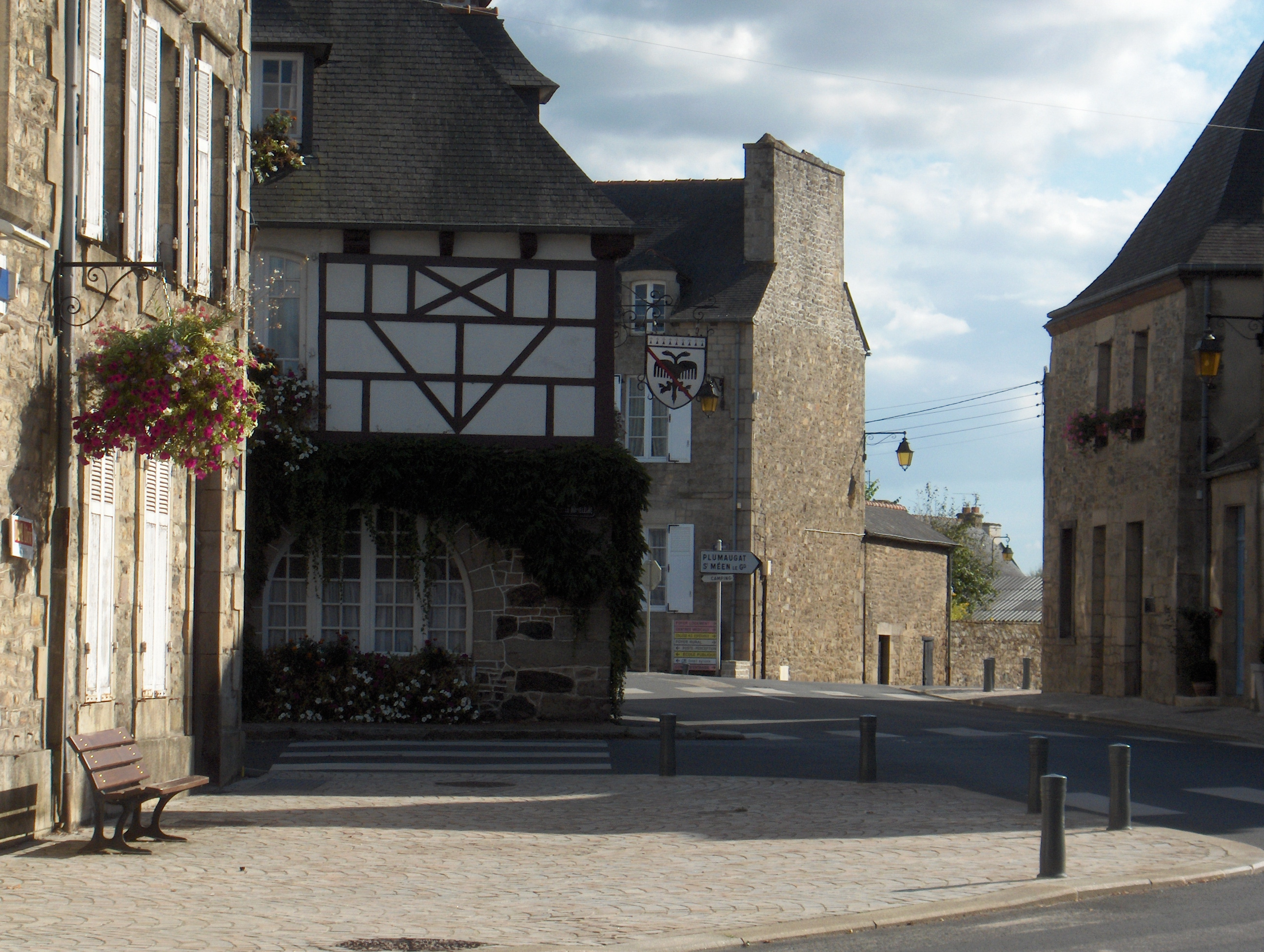
Улица Брона
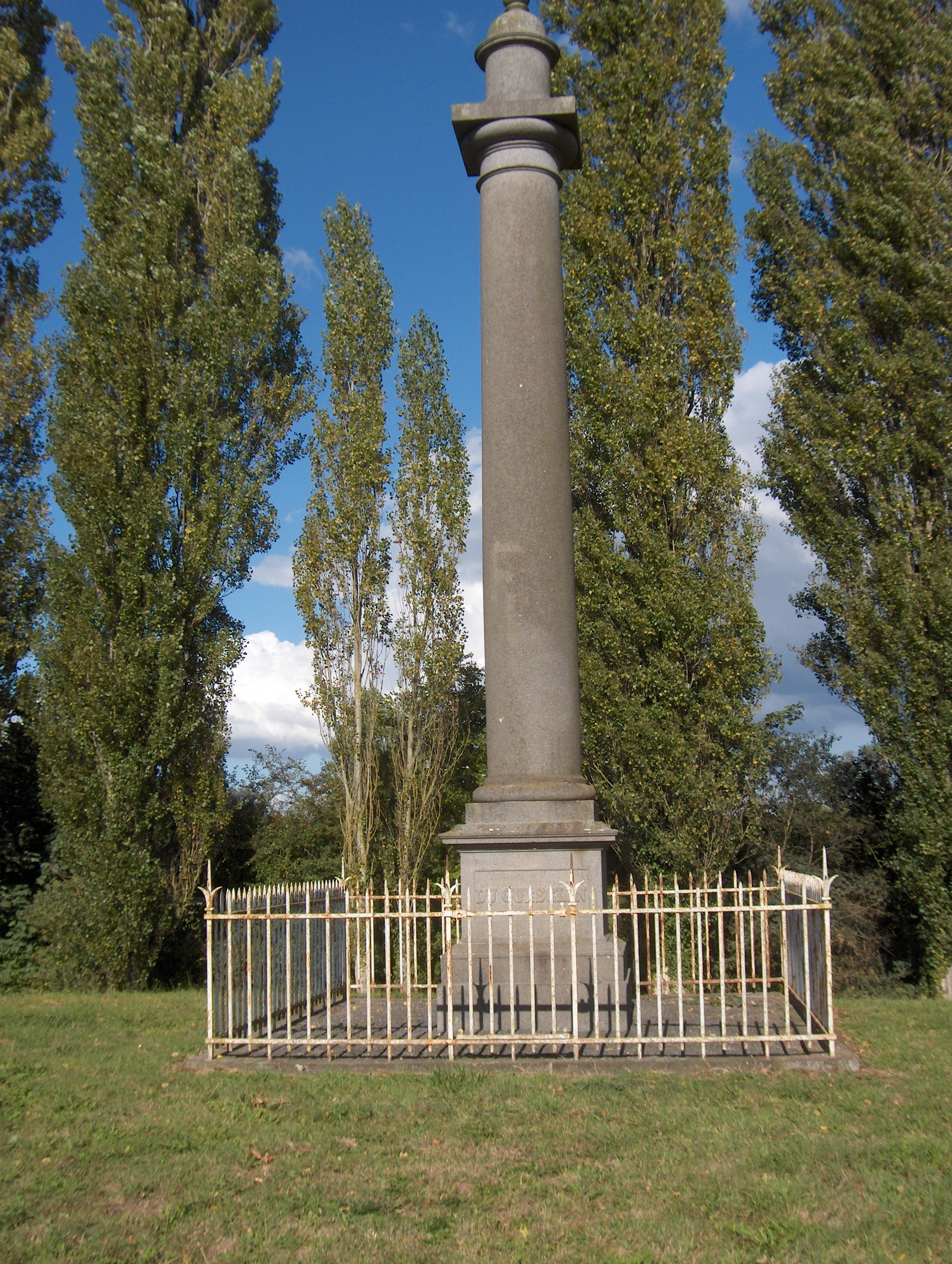
Колонна Бертрана дю Геклена